# Bruno Persa
Bruno Persa (Gorizia, 19 maggio 1905 – Roma, 20 aprile 1983) è stato un attore e doppiatore italiano.

## Biografia
Nacque il 19 maggio 1905 a Gorizia, allora parte dell'impero austro-ungarico, da Oreste Persa e Maria Orazietti. A nove anni, insieme alla madre e al fratello maggiore Renato, dovette trasferirsi a Graz, dove il padre era incarcerato per le sue idee irredentiste, e visse in questa città per tutta la durata della prima guerra mondiale. Al termine del conflitto, nel novembre 1918, Gorizia divenne parte del territorio italiano e la famiglia Persa al completo poté far ritorno nella città d'origine. Qui Bruno riprese gli studi e, dopo la maturità al liceo fisico-matematico, partì per il servizio militare a Milano, dove sentì i primi richiami del palcoscenico e seguì un corso di recitazione, non portandolo però a termine. Congedato con il grado di sottotenente, rientrò a Gorizia e trovò lavoro come impiegato, al fianco del fratello, nella ditta di spedizioni di famiglia. Contemporaneamente, nonostante il suo carattere schivo e riservato, accettò la scrittura di una compagnia locale e iniziò la carriera di attore teatrale tra recite pomeridiane e serali in piccoli centri.
Nel 1927 fu scritturato nella compagnia di Ruggero Ruggeri e nel 1929, con Maria Melato, interpretò La falena di Henri Bataille, accanto a Mario Besesti, Eugenio Cappabianca e Evi Maltagliati, suoi futuri colleghi di doppiaggio nella CDC. Tra il 1932 e il 1933, con Annibale Betrone, Corrado Racca ed Ernesto Marini, girò a Torino tra gli stabilimenti FERT, il Palazzo Reale, Palazzo Madama e il Teatro Regio il film Villafranca, diretto da Giovacchino Forzano, uscito nelle sale il 19 gennaio 1934. Successivamente, venuto a conoscenza delle prime esperienze di doppiaggio a Roma, decise di partire per la capitale, dove si stabilì definitivamente.
Dopo aver interpretato altri pochi film, Persa fu scelto da Nicola Fausto Neroni, direttore di doppiaggio per i film della Warner Bros., per doppiare Humphrey Bogart. Prestò la sua voce dal timbro intenso e vellutato a Bogart in L'uomo di bronzo di Michael Curtiz e in Il terrore dell'Ovest di Lloyd Bacon, ma nel frattempo sopraggiunse la seconda guerra mondiale. Durante il conflitto, mentre Persa con il grado di capitano diresse, grazie alla sua conoscenza del tedesco, l'ufficio censura della posta estera di carattere militare, Bogart negli Stati Uniti girò, sempre per la Warner Bros., numerosi film che lo portarono tra le più grandi stelle del cinema hollywoodiano, come il capolavoro Casablanca di Michael Curtiz. Alla fine della guerra, dopo aver sposato Isae Zamboni nel 1942 e aver superato la morte del fratello trucidato nelle foibe nel 1945, Persa tornò a doppiare Bogart proprio in Casablanca, accanto a Giovanna Scotto, che prestò la voce a Ingrid Bergman. Tra il 1947 e il 1949 doppiò l'attore americano nei film Il grande sonno, La fuga, Il tesoro della Sierra Madre, Il sapore del delitto, Sesta colonna, Una pallottola per Roy, L'isola di corallo e La città è salva. In Il diritto di uccidere, realizzato da Nicholas Ray per la Columbia Pictures nel 1950, Persa interpretò invece la parte del caratterista Frank Lovejoy, mentre a prestare la voce a Bogart fu chiamato Emilio Cigoli, che aveva già avuto modo di doppiarlo in Solo chi cade può risorgere (l'avrebbe doppiato anche in quasi tutti i film successivi).
Nel 1954 doppiò Whit Bissell ne L'ammutinamento del Caine di Edward Dmytryk. In questi anni, Persa prestò la voce anche a Rex Harrison in Riccardo Cuor di Leone, a Anthony Quinn in Brama di vivere, ad Arthur Kennedy in Scandalo al sole, a Paul Meurisse in I diabolici, a Jean Servais in Rififi, a Edoardo Toniolo in Papà Pacifico, a Umberto Raho in Il processo di Verona e a Gigi Reder in Il vedovo.
Doppiò anche personaggi dei Classici Disney, come re Stefano ne La bella addormentata nel bosco e Mago Merlino ne La spada nella roccia. Questa attività gli fruttò, nel febbraio 1970, un riconoscimento dal Centro Internazionale del film d'animazione, a cui seguì, nel 1973, una medaglia datagli dalla CDC, la cooperativa di cui era stato uno dei fondatori e a cui aveva dedicato quasi trent'anni della sua vita.
Morì a Roma il 20 aprile 1983, all'età di 77 anni.

## Filmografia

### Attore
- Re burlone, regia di Enrico Guazzoni (1935)
- Torna caro ideal, regia di Guido Brignone (1939)
- Rosa di sangue (Angélica), regia di Jean Choux (1940)
- Arditi civili, regia di Domenico Gambino (1940)
- Avanti a lui tremava tutta Roma, regia di Carmine Gallone (1946)

## Prosa radiofonica Eiar
- Un vero gentiluomo, commedia di Luciano Zuccoli, regia di Aldo Silvani, trasmessa il 4 giugno 1938

## Prosa radiofonica Rai
- Nina non far la stupida, di Arturo Rossato e Giovanni Capodivacca, regia di Franco Rossi, trasmessa il 25 giugno 1946.

## Doppiaggio

### Cinema
- Humphrey Bogart in Le 5 schiave, L'uomo di bronzo, Il sapore del delitto, Gli angeli con la faccia sporca, Il terrore dell'Ovest, La bolgia dei vivi, Strisce invisibili, Il ritorno del dottor X, Il vendicatore, Una pallottola per Roy, Il circo insanguinato, Sesta colonna, Agguato ai tropici, Il terrore di Chicago, Casablanca, Sotto le stelle di Hollywood, Sahara, Il giuramento dei forzati, Acque del sud, Nebbie, Il grande sonno, La seconda signora Carroll, La fuga, Il tesoro della Sierra Madre, L'isola di corallo, Assalto al cielo, La città è salva, Essi vivranno!

- Dan Duryea in La signora Parkington, La valle del destino, Il magnifico avventuriero, La signora del fiume, Singapore intrigo internazionale, I razziatori, Il volo della fenice, Un fiume di dollari
- George Rigaud in Il colosso di Rodi, 7 pistole per i MacGregor, La grande notte di Ringo, 7 donne per i MacGregor, Ad ogni costo, Uno scacco tutto matto, Quando Marta urlò dalla tomba, Il coltello di ghiaccio

- John Mills in Whisky e gloria, La cassa sbagliata, Vivere da vigliacchi, morire da eroi, La fine dell'avventura, Birra ghiacciata ad Alessandria, Robinson nell'isola dei corsari, L'affondamento della Valiant
- Harry Morgan in Alba fatale, ...e l'uomo creò Satana, Il fondo della bottiglia, La frustata, La gabbia di ferro, I miei sei forzati, Il pistolero

- Charles McGraw in Il ritorno di Joe Dakota, Lo sperone insanguinato, La parete di fango, Il capitano dei mari del sud, Il meraviglioso paese, Spartacus
- Paul Stewart in La dama e l'avventuriero, La porta dell'inferno, Il bruto e la bella, La tela del ragno, Sì, signor generale, La via del male

- Jim Backus in L'alto prezzo dell'amore, Donne... dadi... denaro!, La tua bocca brucia, Letti separati, Che cosa hai fatto quando siamo rimasti al buio?
- Attilio Dottesio in La vendetta di Ursus, Zorro contro Maciste, Sansone contro i pirati, Shango, la pistola infallibile, Il grande attacco
- Jay C. Flippen in È sempre bel tempo, Un re per quattro regine, L'autista pazzo, Omertà, Uno straniero tra gli angeli
- Lee Marvin in Il comandante Johnny, Brigata di fuoco, Gorilla in fuga, Giorno maledetto, Tutto finì alle sei
- Wolfgang Preiss in Giornata nera per l'ariete, Lo sbarco di Anzio, Il mulino delle donne di pietra, Il giorno più lungo, Il colonnello Von Ryan
- Ralph Richardson in Riccardo III, Il nostro agente all'Avana, L'eroe di Sparta, La donna di paglia, Khartoum
- Noël Roquevert in Cartouche, Le tentazioni quotidiane, Caccia al maschio, Angelica alla corte del re, La meravigliosa Angelica
- James Whitmore in Oklahoma!, Il frutto del peccato, Chi era quella signora?, La vecchia legge del West, Il pianeta delle scimmie

- Martin Balsam in Il promontorio della paura, Stato d'allarme, Il grande giorno di Jim Flagg, Il fronte del silenzio
- Charles Bronson in La città spenta, Ombre gialle, La grande fuga, Pugno proibito
- John Carradine in Capitani coraggiosi (ridoppiaggio 1953), Tutti pazzi, La grande notte di Casanova
- Spartaco Conversi in 7 dollari sul rosso, 3 colpi di Winchester per Ringo, Zorro alla corte d'Inghilterra, I vendicatori dell'Ave Maria
- Claude Dauphin in Lady L, Da Berlino l'apocalisse, Due per la strada, L'importante è amare
- Tom Felleghy in Arizona Colt, Nato per uccidere, La più grande rapina del West, Le due facce del dollaro
- Enzo Fiermonte in Il cocco di mamma, Vivo per la tua morte, Il pistolero dell'Ave Maria, ...continuavano a chiamarlo Trinità
- Ned Glass in West Side Story, Come ingannare mio marito, Sciarada, Il fantasma del pirata Barbanera
- Trevor Howard in Il giro del mondo in 80 giorni, Agli ordini del Führer e al servizio di Sua Maestà, La figlia di Ryan, La chiave
- John Hoyt in Il diabolico avventuriero, Spartacus, Cleopatra, Il boia è di scena
- John Ireland in Schiavo della furia, La valle della vendetta, L'età della violenza, I disertori di Fort Utah
- Peter Lorre in Viaggio in fondo al mare, Arsenico e vecchi merletti, La croce di Lorena, Il fiore che non colsi
- Barton MacLane in Fulminati, Il dottor Jekyll e Mr. Hyde, Vieni a vivere con me, Venere indiana
- E.G. Marshall in La montagna, La notte dello scapolo, La città spietata, La caccia
- Lloyd Nolan in Capitano Eddie, Il gigante di New York, L'ultima caccia, Base artica Zebra
- Ralph Meeker in Teresa, La tortura della freccia, Quella sporca dozzina, Il massacro del giorno di San Valentino
- Francisco Sanz in Agente 3S3 - Passaporto per l'inferno, Sette ore di fuoco, Se sei vivo spara, Tepepa
- Torin Thatcher in Il mago Houdini, Testimone d'accusa, Hawaii, I canadesi
- Lee Van Cleef in La frontiera indomita, La principessa del Nilo, Bravados, L'albero della vendetta
- Steffen Zacharias in Gli intoccabili, Il vichingo venuto dal sud, Revolver, Sette ore di violenza per una soluzione imprevista

- Harry Andrews in Alessandro il Grande, Il tormento e l'estasi, L'agente speciale Mackintosh
- Hume Cronyn in Prigionieri dell'oceano, Forza bruta, Il compromesso
- Cyril Cusack in La spia che venne dal freddo, Fahrenheit 451, La mano spietata della legge
- Anthony Dawson in Agente 007 - Licenza di uccidere, ...e per tetto un cielo di stelle, La battaglia della Neretva
- Ted de Corsia in La figlia di Nettuno, Purificazione, Il conquistatore
- Franco Fantasia in Il boia di Venezia, Sandokan contro il leopardo di Sarawak, Il Leone di San Marco
- Paul Frankeur in Sexy Girl, Quando torna l'inverno, Il ladro della Gioconda
- Bert Freed in Le nevi del Chilimangiaro, 12 metri d'amore, I valorosi
- Jack Lambert in Le ragazze di Harvey, Vera Cruz, La legge del mitra
- Desmond Llewelyn in Agente 007 - Missione Goldfinger, Agente 007 - Si vive solo due volte, Agente 007 - Una cascata di diamanti
- Frank Lovejoy in Il diritto di uccidere, Salva la tua vita!, Cole il fuorilegge
- James Mason in La caduta delle aquile, Chiamata per il morto, Mayerling
- Howard McNear in Una strega in paradiso, Irma la dolce, Baciami, stupido
- Gary Merrill in Furia dei tropici, Il grande impostore, Sfida oltre il fiume rosso
- James Millican in Winchester '73, La maschera di fango, Corriere diplomatico
- Edmond O'Brien in Giulio Cesare, Supplizio, La crociera del terrore
- Julio Peña in Salomone e la regina di Saba, Tre notti violente, Una pistola per cento bare
- Nehemiah Persoff in Al Capone, La notte senza legge, I comanceros
- Donald Pleasence in Verso la città del terrore, Viaggio allucinante, La notte dei generali
- Aldo Sambrell in Quién sabe?, Ringo il texano, Amico, stammi lontano almeno un palmo
- Walter Sande in La città nera, Due pistole per due fratelli, Amore selvaggio
- Karl Swenson in L'albero degli impiccati, La strada a spirale, La spada nella roccia
- Keenan Wynn in Jerry 8¾, Agente 4K2 chiede aiuto, Quella carogna dell'ispettore Sterling

- Jack Albertson in Il colosso d'argilla, 10 in amore
- Fred Astaire in L'ultima spiaggia, Un taxi color malva
- Raymond Bailey in Tarantola, Radiazioni BX: distruzione uomo
- Noah Beery Jr. in Il fiume rosso, Vento di terre lontane
- Edward Binns in A prova di errore, Patton, generale d'acciaio
- Whit Bissell in L'ammutinamento del Caine, 3 ore per uccidere
- Ward Bond in Ritorna l'amore, Zingaro
- Red Buttons in Sayonara, I 9 di Dryfork City
- Jackie Coogan in Il jolly è impazzito, Pazzo per le donne
- Jeff Corey in Cincinnati Kid, Il solitario di Rio Grande
- Joseph Cotten in Gli orrori del castello di Norimberga, Airport '77
- Roland Culver in Buongiorno tristezza, Agente 007 - Thunderball (Operazione tuono)
- Howard Da Silva in Mercanti di uomini, I conquistatori della Sirte
- Nick Dennis in Il grande coltello, La donna venduta
- Joe De Santis in La casa del corvo, Un solo grande amore
- Robert Douglas in Il prigioniero di Zenda, Le giubbe rosse del Saskatchewan
- Jack Elam in C'era una volta il West, La via del West
- Roy Engel in Il colosso di New York, Qualcuno verrà
- Eduardo Fajardo in Django, Il mercenario
- Frank Faylen in Sangue sulla luna, Gli sciacalli
- Paul Fix in Shenandoah - La valle dell'onore, Nevada Smith
- Henry Fonda in La conquista del West, Quella nostra estate
- Douglas Fowley in Forzate il blocco, Allegri imbroglioni
- Gert Fröbe in Parigi brucia?, Citty Citty Bang Bang
- Robert Gist in L'altro uomo, Operazione sottoveste
- Alec Guinness in Il molto onorevole ministro, Situazione disperata ma non seria
- Michael Hordern in Alessandro il Grande, Dolci vizi al foro
- Víctor Israel in Yankee, Il buono, il brutto, il cattivo
- Sam Jaffe in I cannoni di San Sebastian, Pomi d'ottone e manici di scopa
- Lionel Jeffries in Sangue misto, La storia di una monaca
- Geoffrey Keen in Affondate la Bismarck!, Nata libera
- Brian Keith in La freccia insanguinata, Stazione luna
- Paul Kelly in Odio implacabile, Al centro dell'uragano
- David Kossoff in La sottana di ferro, Il ruggito del topo
- Charles Lane in La gioia della vita, Bernardo, cane ladro e bugiardo
- John Larch in Quel fantastico assalto alla banca, Ispettore Callaghan: il caso Scorpio è tuo!
- Marc Lawrence in Fiori nella polvere, Giungla d'asfalto
- Christopher Lee in Il corsaro dell'isola verde, La principessa di Mendoza
- Sheldon Leonard in Avvocato di me stesso, Bulli e pupe
- Richard Loo in Un americano tranquillo, Agente 007 - L'uomo dalla pistola d'oro
- Fredric March in La sete del potere, Hombre
- Eddie Marr in I dannati non piangono, Figlio di ignoti
- Jack McNaughton in Pianura rossa, Quel bandito sono io
- Andrés Mejuto in Lo irritarono... e Sartana fece piazza pulita, Gatti rossi in un labirinto di vetro
- Paul Meurisse in I diabolici, La vedova elettrica
- Ralph Michael in Assassinio sul palcoscenico, Gli eroi di Telemark
- André Morell in Zarak Khan, Ben-Hur
- Dennis O'Dea in Niagara, Il ribelle d'Irlanda
- Damian O'Flynn in Casa da gioco, Lo scudo dei Falworth
- David Opatoshu in Exodus, Il romanzo di un ladro di cavalli
- Michael Pate in Il calice d'argento, Congo
- John Qualen in Agguato nei Caraibi, L'uomo che uccise Liberty Valance
- Anthony Quinn in Cavalca vaquero!, Brama di vivere
- John Randolph in Operazione diabolica, Piccoli omicidi
- Gilbert Roland in I violenti, Il grande sentiero
- Guy Rolfe in La regina vergine, Revak, lo schiavo di Cartagine
- Hayden Rorke un La tentazione del signor Smith, Il sentiero degli amanti
- Fernando Sancho in Odio per odio, La lunga notte di Tombstone
- George Sanders in Questa terra è mia, Tutta la verità
- Tonio Selwart in Tradita, Elena di Troia
- Jean Servais in Rififi, Seduto alla sua destra
- Takashi Shimura in Godzilla, Il trono di sangue
- Douglas Spencer in Il diario di Anna Frank, Desiderio nel sole
- Karel Stepanek in Trinidad, Arrivò l'alba
- Bob Sweeney in Toby Tyler, Un tipo lunatico
- Philip Van Zandt in I figli dei moschettieri, Attacco alla base spaziale U.S.
- Friedrich von Ledebur in Alessandro il Grande, Un genio, due compari, un pollo
- Eli Wallach in I magnifici sette, Le avventure di un giovane
- Ray Walston in L'appartamento, La stangata

- Walter Abel in Il cacciatore di indiani
- Joss Ackland in I tre moschettieri
- Rodolfo Acosta in Il piccolo fuorilegge
- John Alderson in I giovani leoni
- Leon Ames in I peccatori di Peyton
- Lukas Ammann in I giorni dell'ira
- Herbert Anderson in Passaggio di notte
- James Anderson in Il buio oltre la siepe
- Warner Anderson in Rullo di tamburi
- Dusan Antonijevic in Tempesta alla frontiera
- Jan Arvan in Tre vengono per uccidere
- Leon Askin in Un pizzico di follia
- Richard Attenborough in Cannoni a Batasi
- Misha Auer in  Rapporto confidenziale
- Lew Ayres in L'uomo che non sapeva amare
- Robert Ayres in Astronauti per forza
- Irving Bacon in Lo stato dell'Unione
- Walter Baldwin in Azzardo
- Stanley Baker in I cavalieri della Tavola Rotonda
- John Banner in Come prima... meglio di prima
- Walter Barnes in La resa dei conti
- Leonard Barr in Agente 007 - Una cascata di diamanti
- John Barrie in Ginevra e il cavaliere di re Artù
- Gregg Barton in L'uomo della valle
- Roland Bartrop in I 4 monaci
- Richard Basehart in I re del sole
- Michael Bates in Frenzy
- Alan Baxter in Questa ragazza è di tutti
- Alfonso Bedoya in Il grande paese
- Eric Beery in Scarpette rosse
- John T. Benn in L'urlo di Chen terrorizza anche l'occidente
- Martin Benson in Gorgo
- Milton Berle in Questo pazzo, pazzo, pazzo, pazzo mondo
- Theodore Bikel in Duello nell'Atlantico
- Paul Birch in Cavalcarono insieme
- Gunnar Björnstrand in L'immagine allo specchio
- Hans Christian Blech in La battaglia dei giganti
- Monte Blue in I lancieri del Bengala
- Jochen Blume in Il sepolcro indiano
- Fortunio Bonanova in Il sortilegio delle Amazzoni
- Richard Boone in La tunica
- Willis Bouchey in Carabina Williams
- Daniel Boulanger in Fino all'ultimo respiro
- John Boxer in Il ponte sul fiume Kwai
- Neville Brand in L'occhio caldo del cielo
- Henry Brandon in Bandido
- David Brian in La ninfa degli antipodi
- Lloyd Bridges in Gli avventurieri di Plymouth
- Walter Brooke in Il laureato
- Alfred Brown in Il 7º viaggio di Sinbad
- James Brown in Iwo Jima, deserto di fuoco
- Peter Bull in La regina d'Africa
- Josef Bulov in La bella di Mosca
- Walter Burke in L'ammazzagiganti
- Bruce Cabot in Il terrore dei barbari
- Joseph Calleia in Il tesoro sommerso
- J. D. Cannon in Krakatoa, est di Giava
- Peter Capell in Gli amanti del Pacifico
- Roger Carell in Il Santo prende la mira
- Julien Carette in Arriva Fra' Cristoforo...
- Harry Carey in Arcipelago in fiamme
- Timothy Carey in La valle dell'Eden
- Alan Carney in Il villaggio più pazzo del mondo
- Art Carney in Una Rolls-Royce gialla
- Paul Carpenter in Gente di notte
- Anthony Caruso in Gli uomini della terra selvaggia
- Antonio Casas in Faccia a faccia
- Marc Cassot in Scuola elementare
- Walter Catlett in Susanna!
- Chick Chandler in Abbandonata in viaggio di nozze
- Lane Chandler in La distruzione del mondo
- Eduardo Ciannelli in L'oro di Mackenna
- Ernest Clark in Quattro in medicina
- Fred Clark in Alla larga dal mare
- Lee J. Cobb in A noi piace Flint
- James Coburn in Sierra Charriba
- Pierre Collet in Il clan dei marsigliesi
- Richard Conte in Colpo grosso
- Don Corey in Artisti e modelle
- Wendell Corey in L'assassino è perduto
- Robert Cornthwaite in Che fine ha fatto Baby Jane?
- Robert Costa in La casbah di Honolulu
- George Coulouris in Papillon
- Pierre Cressoy in Adiós gringo
- Donald Crisp in Maria di Scozia
- Bing Crosby in I 4 di Chicago
- Peter Cushing in La dea della città perduta
- James Daly in Un esercito di 5 uomini
- Henry Daniell in Diana la cortigiana
- Leslie Daniels in Il cervello che non voleva morire
- Helmut Dantine in La signora Miniver
- Louis de Funès in La traversata di Parigi
- Guy Delorme in Le armi della vendetta
- John Dennis in Taxi da battaglia
- René Deltgen in Londra chiama Polo Nord
- Hubert Deschamps in Ascensore per il patibolo
- Lino Desmond in Spara, Gringo, spara
- Pierre Destailles in Assassinio sulla Costa Azzurra
- Francis De Wolff in Moulin Rouge
- Anton Diffring in Sinfonia di guerra
- Enrique Diosdado in Un angelo è sceso a Brooklyn
- Jim Dolen in Il crollo di Roma
- Vincent Donahue in Codice d'onore
- James Donald in La sfida del terzo uomo
- Brian Donlevy in L'incendio di Chicago (ridoppiaggio 1950)
- King Donovan in Cowboy
- Tom Drake in Ultima notte a Warlock
- Noel Drayton in Il giullare del re
- Paul Dubov in Chimere
- Jacques Dufilho in Il ritorno di Arsenio Lupin
- Rafael Durán in La rivolta dei gladiatori
- James Dyrenforth in Lolita
- Buddy Ebsen in Prima linea
- Richard Egan in La prigioniera n. 27
- Anders Ek in Sussurri e grida
- Bengt Ekerot in Il settimo sigillo
- André Ekyan in I senza nome
- George Eldredge in Destinazione... Terra!
- John Eldredge in Ho sposato un mostro venuto dallo spazio
- Richard Farnsworth in Arriva un cavaliere libero e selvaggio
- Frank Ferguson in Il capitalista
- Frank Finlay in Sherlock Holmes: notti di terrore
- Eddie Firestone in La ragazza del quartiere
- Werner Florian in La grande illusione
- Wallace Ford in Harvey
- Preston Foster in Il giustiziere
- Byron Foulger in La città che scotta
- Richard Fraser in Il ritratto di Dorian Gray
- Paul Frees in La città del piacere
- Arno Frey in Anche i boia muoiono
- Christopher Gable in Donne in amore
- Clark Gable in La febbre del petrolio
- Grigori Gaj in La tenda rossa
- Chris Gampel in Il giustiziere della notte
- Al Ernest Garcia in Tempi moderni
- William Gargan in Lo spettro di Canterville
- Manuel Gary in Don Camillo
- Larry Gates in Il giardino della violenza
- Will Geer in Il giardino della felicità
- Chief Dan George in Il piccolo grande uomo
- Lowell Gilmore in Oceano rosso
- Colin Gordon in La Pantera Rosa
- Saul Gorss in I tre moschettieri
- Walter Gotell in La spia che mi amava
- Michael Gough in Dracula il vampiro
- Harold Gould in Detective's Story
- Lawrence Grant in Le due città
- Charley Grapewin in La buona terra
- Billy Gray in A qualcuno piace caldo
- Dabbs Greer in Il mostro dell'astronave
- Hugh Griffith in Gli ammutinati del Bounty
- James Griffith in Il forte delle amazzoni
- Manuel Guitián in Lo credevano uno stinco di santo
- Edmund Gwenn in Il diavolo è femmina (ridoppiaggio 1978)
- Jack Gwillim in Il mistero della mummia
- Larry Haines in La strana coppia
- Jun Hamamura in L'arpa birmana
- Murray Hamilton in Il cardinale
- Neil Hamilton in Batman
- Clément Harari in Le spie uccidono a Beirut
- John Harding in Non mangiate le margherite
- Phil Harris in Prigionieri del cielo
- Robert H. Harris in Mirage
- Rex Harrison in Riccardo Cuor di Leone
- Richard Häussler in Il laccio rosso
- Jack Hawkins in Zulu
- Richard Haydn in Un maggiordomo nel Far West
- Van Heflin in La più grande storia mai raccontata
- Douglas Henderson in Va' e uccidi
- Gérard Herter in Professionisti per un massacro
- Alan Hewitt in I giorni del vino e delle rose
- Earle Hodgins in Azzardo
- Taylor Holmes in La bella addormentata nel bosco
- Jack Holt in San Francisco
- Edward Everett Horton in Angeli con la pistola
- John Hubbard in Duello a El Diablo
- G.P. Huntley Jr. in La storia del generale Custer
- Masao Imafuku in Godzilla contro i robot
- Rex Ingram in Acque scure
- Valéry Inkijinoff in Il trionfo di Michele Strogoff
- Kenjiro Ishiyama in Anatomia di un rapimento
- Daniel Ivernel in Ulisse
- Gordon Jackson in Il cargo della violenza
- Thomas E. Jackson in Piccolo Cesare
- Richard Jaeckel in Uomini violenti
- Sid James in Trapezio
- Victor Jory in Anna dei miracoli
- John Karlsen in La maja desnuda
- Elia Kazan in La città del peccato
- Andrew Keir in L'astronave degli esseri perduti
- Cecil Kellaway in Piano... piano, dolce Carlotta
- DeForest Kelley in Sfida nella città morta
- John Kellogg in Le catene della colpa
- Arthur Kennedy in Scandalo al sole
- Wolfgang Kieling in Il sipario strappato
- Klaus Kinski in Per qualche dollaro in più
- Werner Klemperer in Baciala per me
- Alexander Knox in I vichinghi
- Kolbjörn Knudsen in Luci d'inverno
- Jack Kruschen in Un papero da un milione di dollari
- Will Kuluva in Strategia di una rapina
- Bernard Lajarrige in Angelica
- Jack Lambert in La legge del mitra
- John Francis Lane in I quattro moschettieri
- Richard Lane in La febbre del petrolio
- Fritz Lang in Il disprezzo
- John Larkin in Sette giorni a maggio
- John Laurie in Amleto
- Fernand Ledoux in La verità
- John Le Mesurier in La furia dei Baskerville
- Buddy Lester in Hollywood Party
- Oscar Levant in Spettacolo di varietà
- Sam Levene in La donna del destino
- Mitsos Ligizos in Mai di domenica
- Herbert Lom in Fuoco nella stiva
- Ronald Long in L'affittacamere
- Michael Lonsdale in La sposa in nero
- Jon Lormer in Una splendida canaglia
- Baruch Lumet in L'uomo del banco dei pegni
- Dayton Lummis in Ventimila leghe sotto i mari
- Cliff Lyons in La carovana dei mormoni
- Niall MacGinnis in Controspionaggio
- Jack MacGowran in Per favore, non mordermi sul collo!
- Ma Chi in Con una mano ti rompo con due piedi ti spezzo
- George Macready in Tora! Tora! Tora!
- Karl Malden in Uomini selvaggi
- Maurice Manson in Il terrore sul mondo
- Alf Marholm in S.O.S. York!
- John Marley in Sledge
- Hugh Marlowe in L'uomo di Alcatraz
- Maurice Marsac in Aprile a Parigi
- Jean Martin in Il caso "Venere privata"
- Ramón Martori in Senza sorriso
- Ferdy Mayne in Vampiri amanti
- Patrick McGoohan in La zingara rossa
- T.P. McKenna in Cane di paglia
- Max Mégy in Margherita della notte
- Sanford Meisner in Tenera è la notte
- Guillermo Méndez in Per un pugno nell'occhio
- John Merrick in Guerra tra i pianeti
- Marvin Miller in Contrabbandieri a Macao
- Gordon Mitchell in Tutto sul rosso
- Millard Mitchell in Il bacio della morte
- Robert Mitchum in Missione segreta
- Felix Josè Montoya in La volpe dalla coda di velluto
- Ron Moody in Il mistero delle dodici sedie
- Heinz Moog in Senso
- Bert Moorhouse in L'asso nella manica
- Jeff Morrow in Cittadino dello spazio
- Alan Napier in Sepolto vivo
- Barry Nelson in Airport
- Alfred Neugebauer in 1º aprile 2000!
- Philippe Noiret in Il serpente
- Philip Ober in Il gioco dell'amore
- Frédéric O'Brady in Spionaggio internazionale
- Ronan O'Casey in Vittoria amara
- Arthur O'Connell in La grande corsa
- George Offerman Jr. in Lettera a tre mogli
- Dan O'Herlihy in MacArthur il generale ribelle
- Peter Ortiz in Rio Bravo
- Bill Owen in Scuola di spie
- Jack Palance in Barabba
- Fess Parker in Assalto alla Terra
- Willard Parker in Sangaree
- Joaquín Parra in Il prezzo del potere
- Kenneth Patterson in L'invasione degli ultracorpi
- Malcolm Pearce in Inferno nella stratosfera
- Edward Peil Sr. in Eroi senza patria
- Raymond Pellegrin in La romana
- Nicolás Perchicot in Tosca
- Barney Phillips in Quelli della San Pablo
- Edward Platt in Il segreto di Pollyanna
- André Pousse in Il clan dei siciliani
- Otto Preminger in Stalag 17 - L'inferno dei vivi
- William Prince in Il re vagabondo
- Edmund Purdom in I cosacchi
- Francisco Rabal in Viva Gringo
- Claude Rains in Lawrence d'Arabia
- Donald Randolph in Furia indiana
- Basil Rathbone in Non siamo angeli
- Walter Reed in Dan il terribile
- George Reeves in Da qui all'eternità
- Carl Benton Reid in La lancia che uccide
- Elliott Reid in Fammi posto tesoro
- Michael Rennie in Bersaglio mobile
- Roberto Rey in Policarpo, ufficiale di scrittura
- Keith Richards in Banditi senza mitra
- John Ridgely in Vagabondo a cavallo
- Alexandre Rignault in L'uomo e il diavolo
- Dan Riss in Atomicofollia
- Jason Robards in L'ora delle pistole
- Richard Rober in La giostra umana
- Chuck Robertson in Gli implacabili
- Edward G. Robinson in Colpo grosso alla napoletana
- Paul Rogers in Lord Brummell
- Alfonso Rojas in Cavalca e uccidi
- George Rose in È ricca, la sposo e l'ammazzo
- Jean Rougeul in Giù la testa
- Heinz Rühmann in Operazione San Pietro
- Jean Rupert in Miss spogliarello
- Sieghardt Rupp in Per un pugno di dollari
- Robert Ryan in I professionisti
- Joe Sawyer in Il sergente York
- Rudolf Schündler in Il momento di uccidere
- George C. Scott in I cinque volti dell'assassino
- Vladek Sheybal in A 007, dalla Russia con amore
- Red Skelton in Accidenti che ragazza!
- Kent Smith in La mia terra
- Abraham Sofaer in Le avventure e gli amori di Omar Khayyam
- John Stacy in Asso
- Rod Steiger in Il dottor Živago
- Harvey Stephens in L'altalena di velluto rosso
- Howard St. John in L'altro uomo
- Harold J. Stone in La più grande storia mai raccontata
- Milburn Stone in Duello sulla Sierra Madre
- Philip Stone in Gli ultimi 10 giorni di Hitler
- Lee Strasberg in Cassandra Crossing
- Leonard Strong in Il cavaliere della valle solitaria
- Michael Strong in Senza un attimo di tregua
- Shepperd Strudwick in Falchi in picchiata
- Yoshifumi Tajima in Uomini H
- William Talman in La donna del West
- Larry Taylor in Kasim, furia dell'India
- Vaughn Taylor in Guadalcanal ora zero
- Jean-Marc Tennberg in Una adorabile idiota
- Terry-Thomas in Le meravigliose avventure di Pollicino
- Gérard Tichy in Vamos a matar compañeros
- Dan Tobey in Anima e corpo
- Regis Toomey in La città magica
- Les Tremayne in La guerra dei mondi
- Ivan Triesault in Rommel, la volpe del deserto
- Patrick Troughton in Gli Argonauti
- Forrest Tucker in Il cucciolo
- Charles Vanel in La più bella serata della mia vita
- Victor Varconi in Gli invincibili
- William Vedder in Mondo senza fine
- Richard Vernon in La Pantera Rosa sfida l'ispettore Clouseau
- Robert Vidalin in Il delitto Dupré
- Frederick Vogeding in La dama e il cowboy
- Franz von Treuberg in Blindman
- John Warburton in La città sommersa
- Jack Warden in I tre della Croce del Sud
- David Wayne in Il fidanzato di tutte
- Ben Webster in Torna a casa, Lassie! (ridoppiaggio 1975)
- Orson Welles in Waterloo
- John Welsh in Francesco d'Assisi
- Dick Wesson in La meticcia di Sacramento
- Ned Wever in Geremia, cane e spia
- David White in Piombo rovente
- Richard Widmark in La battaglia di Alamo
- Robert J. Wilke in Dove la terra scotta
- Bill Williams in Per un pugno di donne
- John Williams in Una Cadillac tutta d'oro
- Rhys Williams in Johnny Guitar
- Robert Williams in La vendetta del mostro
- Georges Wilson in L'istruttoria è chiusa: dimentichi
- Terry Wilson in Carovana di fuoco
- Joseph Wiseman in Quella notte inventarono lo spogliarello
- Hank Worden in Il massacro di Fort Apache
- Richard Wordsworth in L'uomo che sapeva troppo
- John Wray in All'ovest niente di nuovo
- Ben Wright in Tutti insieme appassionatamente
- Than Wyenn in La sfida di Zorro
- Ed Wynn in Mary Poppins
- Carleton Young in Salvate il re
- Nedrick Young in La maschera di cera
- Darrell Zwerling in Chinatown
- Luigi Barzini in Addio alle armi
- Andrea Bosic in Le spie uccidono in silenzio
- Rosolino Bua in I cavalieri dalle maschere nere (I Beati Paoli)
- Tino Carraro in Orgasmo
- Guido Celano in Don Camillo e l'onorevole Peppone
- Andrea Fantasia in Il conquistatore di Corinto
- Riccardo Garrone in Ulisse
- Carlo Giuffré in Don Camillo monsignore... ma non troppo
- Giulio Maculani in Ursus, il terrore dei kirghisi
- Nico Pepe in La spiaggia
- Umberto Raho in L'ultimo uomo della Terra
- Leonardo Scavino in Autostop rosso sangue
- Raimondo Vianello in Il giorno più corto
- Voce all'ippodromo in Rapina a mano armata
- Voce narrante in Tobruk

### Film d'animazione
- Re Stefano in La bella addormentata nel bosco
- Mago Merlino in La spada nella roccia
- Sceriffo in Yogi, Cindy e Bubu
- Flaps in Il libro della giungla
- Genio dell'anello in Aladino e la sua lampada meravigliosa
- Direttore del circo in Un burattino di nome Pinocchio
- Frate della cintura di castità e consigliere del re in Il nano e la strega

### Telefilm
- Laurence Naismith in Attenti a quei due